# 川村丈夫
川村 丈夫（かわむら たけお、1972年4月30日 - ）は、神奈川県大和市出身の元プロ野球選手（投手、右投右打）、野球指導者。
現役時代は横浜ベイスターズ（現：横浜DeNAベイスターズ）にて先発・中継ぎ投手として活躍し、1998年シーズンには先発投手として同球団の38年ぶりセントラル・リーグ（セ・リーグ）優勝と日本一に貢献した。2022年シーズンからはDeNA在籍のまま神奈川フューチャードリームスの監督を務める。アトランタオリンピック野球競技の銀メダリスト。

## 経歴

### プロ入り前
1990年、神奈川県立厚木高等学校3年生の時に、神奈川県高等学校野球春季大会でベスト4進出。全国高等学校野球選手権神奈川大会には第1シードで臨み、強豪私立ぞろいの厳しい状況下でエースとしてチームをベスト8まで導く大黒柱となった。準々決勝では川崎北高の河原純一と延長16回の投手戦を演じるが敗退。立教大学へ一般入試で現役合格。大学時代は腰痛に悩まされたが、東京六大学リーグ通算63試合登板、21勝27敗、防御率2.65、317奪三振。1993年アジア選手権・日米大学野球の両野球日本代表に選出。大学卒業後は日本石油（現：ENEOS）に入社し、日本石油硬式野球部時代の1995年には第66回都市対抗野球大会で優勝。
1996年にはアトランタオリンピック野球日本代表に選出され、日本代表の銀メダル獲得に貢献した。準決勝のアメリカ戦では先発の杉浦正則をリリーフし3回1/3イニングを無失点に抑えた。また、第67回都市対抗野球大会でも2勝を挙げて日本石油硬式野球部のベスト4入りを果たし、同年の社会人ベストナインに選出された。プロ野球ドラフト会議を前に、地元球団の横浜ベイスターズが早くから1位指名に名乗りを上げた一方、中日ドラゴンズ・日本ハムファイターズも金銭的な条件を提示。横浜・日本ハムは1位指名選手として、井口忠仁（青山学院大学硬式野球部）の1位指名を狙っていた中日も2位指名を狙っていたが、本人は在京球団を希望しており、横浜を逆指名。同球団から1位指名を受け、入団。同年11月26日には同じく横浜を逆指名し、ドラフト2位指名を受けた森中聖雄（東海大学硬式野球部）とともに契約金1億円＋出来高払い5000万円・年俸1300万円（金額は推定）で契約を結んだ。

### プロ入り後
1997年は球速140 km/hの直球と高い制球力から即戦力として期待され、先発投手が著しく不足する中、シーズン開幕当初から先発ローテーションの一角を担い10勝7敗、147奪三振、防御率3.32の好成績を挙げる。しかし、新人王は12勝を挙げた広島東洋カープの澤崎俊和に軍配が上がった。同年のシーズンオフには年俸3,300万円（前年比2000万円増額）となった。
1998年は開幕投手に抜擢される。監督就任1年目の権藤博はインタビューで川村について「高校は進学校、大学も一般入試で現役合格し、自分の力で掴み取っている、あいつのインテリジェンスに賭けたから」と語っている。結果は史上3人目の1安打完封勝利をマーク。前半戦では7月18日の広島戦までに8勝を挙げ、オールスターゲームにも選出されたが、後半戦は未勝利に終わった。しかし、日本シリーズでは最終戦（第6戦）で先発し、日本一に貢献。同年のシーズンオフには年俸5,000万円で契約更改した。
1999年は新たに習得したチェンジアップを駆使し、自己最多の17勝を挙げた。勝利数は上原浩治（巨人）の20勝、野口茂樹（中日）の19勝に次ぐリーグ3位、防御率3.00も規定投球回到達者では上原（2.09）・野口（2.65）・山本昌（中日 / 2.96）に次ぐリーグ4位だった。6月には5戦全勝で月間MVPを獲得し、2年連続でオールスターゲームにも選出された。同年のシーズンオフには年俸が1億円（前年比5000万円増額）に到達したが、プロ4年目での年俸1億円到達は当時、球界最速タイ記録だった。
2000年は年間を通じて調子があまり良くなかったものの、先発としてシーズンを通して登板し続けた結果、リーグ最多敗戦（12敗）を記録。最終的に26試合に登板して7勝12敗、防御率5.06に終わり、同年のシーズンオフには年俸8200万円（前年比1800万円減額）で契約を更改した。
2001年は序盤に2試合続けて中継ぎで大量失点し、二軍の湘南シーレックス（イースタン・リーグ）に降格する。6月に先発として一軍に復帰するものの9月以降は再び中継ぎに回ることになる。
2002年は故障により、わずか3試合の登板で未勝利に終わり、10月には背中の滑液胞炎の摘出手術を受ける。
2003年は5月6日の広島戦（横浜スタジアム）で593日ぶりの勝利を挙げたが、5勝にとどまる。
2004年はスタミナ面を考慮し、中継ぎに転向。4月は大車輪の活躍でチームを首位に押し上げたが、登板過多による疲労から精彩を欠き、7月1日には一軍登録を抹消。後半戦からは復帰し、最終的に58試合に登板して防御率こそ3.07を記録したが、複数イニングを投げると打たれることが多く、8敗を喫した。
2005年は1イニング限定の登板起用がこれまた当たり、56試合に登板して防御率は2.31を記録。しかも夏場までは防御率0点台であった。木塚敦志と共に、抑えのマーク・クルーンに繋ぐセットアッパーとしてチームの躍進に貢献し、阪神のJFKに匹敵する活躍を見せた。
2006年は二段モーション禁止によるフォーム改造の影響によりシーズン序盤は打ち込まれ、防御率も2桁の時期が続き、セットアッパーの役目も加藤武治に譲ることになった。それでも5月以降は持ち直して川村-加藤-クルーンの勝利リレーを確立。この年は木塚、加藤、クルーンと形成した救援投手陣はクアトロKと称された。シーズン終盤にクルーンが故障で登録を抹消されると抑えの役目を任され、プロ10年目で初のセーブを挙げた。最終的に57試合に登板して防御率こそ3点台(3.86)を確保したが、この年に優勝した中日を相手に大量失点するシーンが目立ち、数字以上に打たれるイメージを与えることになった。
2007年は中継ぎでの3年間にわたる登板過多気味の状況や先発投手が不足しているチーム事情を考慮し、大矢明彦新監督の意向で先発に配置転換された。しかしキャンプ中に故障し、調整不足のままシーズンを迎えることになる。何とか先発ローテーションの6番手に名を連ねたが5回未満で降板することが多く、開幕から約1か月で中継ぎに戻る。中継ぎとしてはまずまずの投球内容ではあったが、オールスター明けに調子を崩し、8月・9月と二軍落ちした。
2008年はシーズンの大半を二軍で過ごし、9月28日に同年のシーズン限りで現役引退と一部で報道され、10月1日に球団より公式に現役引退が発表された。引退の理由について本人は「投げるのが怖くなる時があり、精神的に厳しいものがあった」と語っている。10月5日の広島23回戦（横浜）で先発登板し、先頭打者の東出輝裕を3球三振に打ち取り降板。試合後には引退セレモニーが執り行われた。

### 引退後

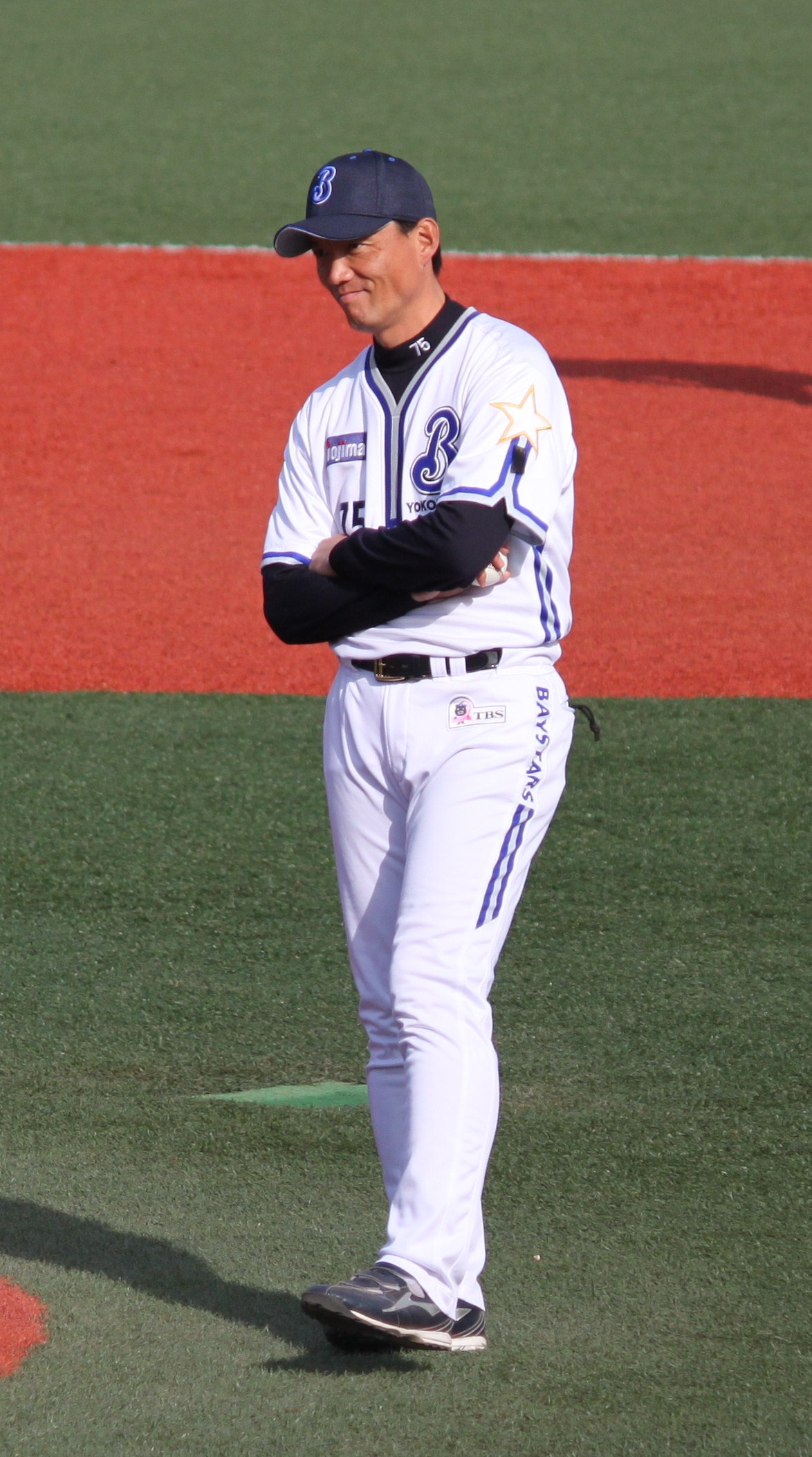
2011年3月19日 横須賀スタジアム

2009年は1年間、湘南シーレックスの投手コーチを務め、山口俊の育成に貢献。2010年に1年間スコアラーを務めた後、2011年から2012年までは2度目の二軍投手コーチ、2013年は一軍投手コーチ（ブルペン）、2014年から2015年までは一軍投手コーチ（ベンチ）と5年間務めた。
2016年からは2年間勤務した球団職員（野球振興担当）として少年たちの野球指導を担当し、2017年は横浜DeNAベイスターズジュニアチームの監督を務めた。
2018年より3年ぶりにコーチへ現場復帰し、二軍投手コーチを務める。2020年からは一軍投手コーチに異動。
2021年11月7日、2022年からベースボール・チャレンジ・リーグ（ルートインBCリーグ）の神奈川フューチャードリームスで監督に就任することが発表された。これはDeNAからの派遣扱いとなる。就任3年目の2024年には4年ぶり2度目となるリーグ優勝を達成したが、同年10月3日に退任が発表された。

## 選手としての特徴・人物
投球フォームはオーバースローで、エースとして活躍した1999年はキレのあるストレートとチェンジアップ・フォークを得意とし、カーブも投げていた。
- 20th Centuryの長野博とは小学生時代からの同級生で、長野とは同じチームに1年間在籍した。
- 球持ちの非常に良い投手であり、140km/h弱のストレートでも打者はタイミングをあわせるのに苦労した。
- クアトロKを構成していた木塚や加藤とは仲が良く、年明けの合同自主トレも厚木・大山で共に行っていた。なお、川村は以前から野村弘樹・秋元宏作とこの地で自主トレを行っていた。
- 被本塁打が多いことで知られており、引退試合後のセレモニーでも自身でネタにした。また、投手からも3本打たれており、1999年8月13日の横浜スタジアムでの巨人戦ではバルビーノ・ガルベスに満塁場外本塁打を打たれ、2001年7月31日の広島市民球場での広島戦では自身通算100本目の被本塁打を高橋建に打たれた。

## 詳細情報

### 年度別投手成績
| 年 度      | 球 団      | 登 板 | 先 発 | 完 投 | 完 封 | 無 四 球 | 勝 利 | 敗 戦 | セ 丨 ブ | ホ 丨 ル ド | 勝 率 | 打 者 | 投 球 回 | 被 安 打 | 被 本 塁 打 | 与 四 球 | 敬 遠 | 与 死 球 | 奪 三 振 | 暴 投 | ボ 丨 ク | 失 点 | 自 責 点 | 防 御 率 | W H I P |
| ---------- | ---------- | ----- | ----- | ----- | ----- | -------- | ----- | ----- | -------- | ----------- | ----- | ----- | -------- | -------- | ----------- | -------- | ----- | -------- | -------- | ----- | -------- | ----- | -------- | -------- | ------- |
| 1997       | 横浜       | 26    | 26    | 2     | 2     | 0        | 10    | 7     | 0        | --          | .588  | 614   | 151.2    | 113      | 27          | 49       | 1     | 4        | 147      | 3     | 0        | 56    | 56       | 3.32     | 1.07    |
| 1998       | 横浜       | 26    | 24    | 1     | 1     | 0        | 8     | 6     | 0        | --          | .571  | 610   | 146.1    | 139      | 23          | 46       | 0     | 2        | 97       | 3     | 0        | 60    | 54       | 3.32     | 1.26    |
| 1999       | 横浜       | 26    | 26    | 5     | 3     | 2        | 17    | 6     | 0        | --          | .739  | 743   | 183.0    | 169      | 21          | 43       | 1     | 1        | 131      | 1     | 0        | 65    | 61       | 3.00     | 1.16    |
| 2000       | 横浜       | 26    | 26    | 1     | 0     | 1        | 7     | 12    | 0        | --          | .368  | 614   | 147.2    | 160      | 23          | 35       | 2     | 0        | 85       | 7     | 0        | 84    | 83       | 5.06     | 1.32    |
| 2001       | 横浜       | 27    | 15    | 0     | 0     | 0        | 6     | 6     | 0        | --          | .500  | 379   | 90.1     | 94       | 8           | 29       | 3     | 0        | 49       | 2     | 0        | 43    | 42       | 4.18     | 1.36    |
| 2002       | 横浜       | 3     | 3     | 0     | 0     | 0        | 0     | 1     | 0        | --          | .000  | 50    | 10.1     | 15       | 2           | 5        | 1     | 1        | 6        | 0     | 0        | 8     | 8        | 6.97     | 1.94    |
| 2003       | 横浜       | 19    | 19    | 0     | 0     | 0        | 5     | 7     | 0        | --          | .417  | 487   | 116.2    | 124      | 20          | 20       | 0     | 4        | 66       | 0     | 0        | 63    | 62       | 4.78     | 1.23    |
| 2004       | 横浜       | 58    | 0     | 0     | 0     | 0        | 4     | 8     | 0        | --          | .333  | 335   | 82.0     | 67       | 8           | 25       | 4     | 3        | 80       | 2     | 0        | 33    | 28       | 3.07     | 1.12    |
| 2005       | 横浜       | 56    | 0     | 0     | 0     | 0        | 6     | 6     | 0        | 30          | .500  | 285   | 70.0     | 62       | 6           | 17       | 3     | 0        | 63       | 0     | 0        | 21    | 18       | 2.31     | 1.13    |
| 2006       | 横浜       | 57    | 0     | 0     | 0     | 0        | 4     | 4     | 3        | 22          | .500  | 249   | 56.0     | 59       | 3           | 22       | 5     | 2        | 34       | 1     | 0        | 25    | 24       | 3.86     | 1.45    |
| 2007       | 横浜       | 35    | 5     | 0     | 0     | 0        | 3     | 1     | 0        | 7           | .750  | 238   | 55.0     | 55       | 3           | 23       | 0     | 2        | 53       | 1     | 0        | 22    | 22       | 3.60     | 1.42    |
| 2008       | 横浜       | 9     | 1     | 0     | 0     | 0        | 1     | 0     | 1        | 1           | 1.000 | 26    | 6.1      | 6        | 0           | 1        | 0     | 0        | 4        | 0     | 0        | 3     | 3        | 4.26     | 1.11    |
| 通算：12年 | 通算：12年 | 368   | 145   | 9     | 6     | 3        | 71    | 64    | 4        | 60          | .526  | 4630  | 1115.1   | 1063     | 144         | 315      | 20    | 19       | 815      | 20    | 0        | 483   | 461      | 3.72     | 1.24    |

- データ出典 - 日本野球機構(NPB)[21]、ただし、WHIPは除く。
- 各年度の太字はリーグ最高

### 表彰
- 月間MVP：1回（1999年6月）
- 大和市市民栄誉賞（1996年） - アトランタオリンピック銀メダル獲得による[22]

### 記録
初記録
投手記録
- 初登板・初先発・初勝利：1997年4月6日、対中日ドラゴンズ3回戦（ナゴヤドーム）、5回2/3を1失点
- 初奪三振：同上、1回裏に鳥越裕介から
- 初完投勝利・初完封勝利：1997年8月3日、対広島東洋カープ20回戦（広島市民球場）
- 初ホールド：2005年4月2日、対中日ドラゴンズ2回戦（ナゴヤドーム）、5回裏二死に2番手で救援登板、1回1/3を1失点
- 初セーブ：2006年9月14日、対東京ヤクルトスワローズ17回戦（明治神宮野球場）、9回裏に3番手で救援登板・完了、1回無失点

打撃記録
- 初安打：1997年4月29日、対ヤクルトスワローズ4回戦（横浜スタジアム）、2回裏にテリー・ブロスから
- 初打点：1997年8月3日、対広島東洋カープ20回戦（広島市民球場）、1回表に大野豊から右翼線へ適時二塁打

節目の記録
- 1000投球回数：2006年4月7日、対阪神タイガース1回戦（大阪ドーム）、8回裏二死目に矢野輝弘を遊飛で達成 ※史上305人目

その他記録
- オールスターゲーム出場：2回（1998年、1999年）

### 背番号
- 16（1997年 - 2008年、2022年 - 2024年）
- 83（2009年）
- 75（2011年 - 2015年）
- 72（2018年 - 2021年）